# 다크 로크나가르
다크 로크나가르(Dark Lochnagar)는 시인 조지 고든 바이런이 작사한 가사를 루트비히 판 베토벤 또는 비숍('즐거운 나의 집' 을 지은 작곡가)이 작곡한 가락에 맞춰 부르는 스코틀랜드 고전 포크송이다. 더 코리스의 1974년도 앨범 《Live From Scotland Volume 1》과 1981년에 녹화되어 2010년에 발매된 《The Corries 21st Anniversary Concert》에 실려 있다.

## 배경
바이런은 잉글랜드 사람으로 널리 알려져 있다. 실제로 그는 런던에서 태어났고, 아버지는 잉글랜드인이었다. 그러나 어머니는 스코틀랜드인이었고, 아버지가 죽은 뒤에는 어린 바이런을 데리고 스코틀랜드 북동부의 항구도시인 애버딘에 가서 생활했다. 애버딘이 있는 애버딘셔에는 그램피언 산맥이 지나가는데, 이 곡에서 다루고 있는 로크나가르(Lochnagar)는 그램피언 산맥에 있는 봉우리 가운데 하나이다. 바이런은 애버딘에서 어린 시절을 보내면서 로크나가르를 자주 찾았을 것이다. 1798년, 10살이 된 바이런은 잉글랜드 노팅엄으로 돌아왔지만, 어린 시절을 보낸 스코틀랜드를 그리워하고, 또 사랑했을 것이다. 그래서 이 곡에는 로크나가르에 대한 그리움과, 스코틀랜드에 대한 애틋함, 사랑이 들어 있다. 스코틀랜드의 민족주의 사상을 반영한다고도 볼 수 있다.

## 가사

### 원시
Away, ye gay landscapes, ye gardens of roses,
In you let the minions of luxury rove,
Restore me the rocks where the snow-flake reposes,
Though still they are sacred to freedom and love.
Yet Caledonia, belov'd are thy mountains,
Round their white summits the elements war
Though cataracts foam 'stead of smooth-flowing fountains,
I sigh for the valley of dark Lochnagar.

Ah! there my young footsteps in infancy wander'd,
My cap was the bonnet, my cloak was my plaid.
On chieftains long perish'd my memory ponder'd
As daily I strode thro' the pine cover'd glade.
I sought not my home till the day's dying glory
Gave place to the rays of the bright Polar star.
For fancy was cheer'd by traditional story,
Disclos'd by the natives of dark Lochnagar!

Years have roll'd on, Lochnagar, since I left you!
Years must elapse ere I tread you again.
Though nature of verdure and flow'rs has bereft you,
Yet still are you dearer than Albion's plain.
England, thy beauties are tame and domestic
To one who has roamed over mountains afar
O! for the crags that are wild and majestic,
The steep frowning glories of dark Lochnagar.

### 더 코리스의 가사
Away ye grey landscapes, ye gardens o' roses
In you let the minions of luxury rove
And restore me the rocks where the snowflake reposes
If still they are sacred to freedom and love
Brave Caledonia, dear are thy mountains
Round their white summits though elements war
Though cataracts roar 'stead of smooth-flowing fountains
I sigh for the valley o' dark Lochnagar

Ah! there my young footsteps in infancy wandered
My cap was the bonnet, my cloak was the plaid
On chieftains departed my memory lingered
As daily I strayed through the pine-covered glade
I sought not my home till the day's dying glory
Gave place to the rays o' the bright polar star
My fancy was cheered by the bold martial story
As told by the sons o' dark Lochnagar

Years have rolled on, Lochnagar, since I left you
Years must roll on ere I see you again
Though Nature of verdure and flowers bereft you
Yet still art thou dearer than Albion's plain
England! thy beauties are tame and domestic
To one who has roved on the mountains afar
Oh for the crags that are wild and majestic
The steep frowning glories o' wild Lochnagar

Brave Caledonia, dear are thy mountains
I sigh for the valley o' dark Lochnagar

Ill-starred now the brave, did no vision foreboding
Tell you that fate had forsaken our cause?
Yet were you destined to die at Culloden
Though victory crowned not your fall with applause
Yet were you happy in death's earthly slumber
To sleep wi' your clan in the caves of Braemar
The pibroch resounds to the piper's loud number
Your deeds to the echoes of wild Lochnagar

Brave Caledonia, dear are thy mountains
I sigh for the valley o' dark Lochnagar
ⓒ The Corries (Music) Ltd.

## 내용 분석
잉글랜드와 스코틀랜드는 1707년 연합법으로 대등한 관계에서 합병했지만, 이 두 나라는 엄연히 다른 나라이다. 잉글랜드는 앵글로색슨족 국가이고, 귀족적이며 정제되고 우아한 문화가 발달하였으며, 인간 관계가 수직적이고, 엄격한 예의범절을 강조하며, 자신의 속마음을 잘 드러내지 않고, 감독제 교회인 성공회를 믿는다. 반면 스코틀랜드는 켈트족 국가이고, 민중적이고 소박한 문화가 발달하였으며, 솔직하고 대범한 것을 나쁘게 여기지 않으며, 자신의 속마음을 잘 드러내고, 인간 관계가 수평적이고, 장로제 교회인 장로교를 믿는다.
바이런은 해로 스쿨과 케임브리지 대학교를 졸업한 귀족이다. 그러나 그는 어린 시절을 이렇듯 잉글랜드와는 180도 다른 문화를 가진 스코틀랜드에서 보냈다. 그래서 그는 잉글랜드의 정제되고 엄격한 문화와는 사뭇 다른, 스코틀랜드의 거칠고 소박한 문화를 더 좋아하였다. 곧 바이런은 잉글랜드적인 것에 염증을 느끼고, 스코틀랜드적인 것에 호감을 가졌다. 이 곡 전체에 걸쳐 바이런의 그러한 가치관이 나타나고 있다.
1연에서 바이런은 로크나가르의 풍경을 묘사하고, 로크나가르의 '폭포'를 (잉글랜드의) '분수대' 보다 더 우위에 두고 있다. 또 1연에는 자유(freedom)라는 말이 나오는데, 이는 스코틀랜드 사람들이 굉장히 소중히 여기는 가치관이다. (장로교가 성공회와 달리 장로제를 택한 것은 이와 무관하지 않다.) 그러면서 그는 로크나가르의 계곡을 그리워(sigh for)하고 있다.
2연에서 바이런은 로크나가르 일대에서 보낸 어린 시절을 돌이켜 본다. 

3연에는 화자의 현재 상황이 나온다. 화자는 스코틀랜드를 떠나 잉글랜드에 살고 있다. 그러나 화자는 세월이 흘러 다시 로크나가르로 되돌아가기를 기다리고 있다. 그러면서 화자는, 잉글랜드적인 것에 염증을 느끼고, 스코틀랜드적인 것에 대한 애착을 표출하고 있다. 심지어 노골적으로 잉글랜드를 향해 'England! thy beauties are tame and domestic' 이라고 공격하고 있다. 이 말은, 스코틀랜드적인, 곧 소박하고 민중적이며 솔직한 것에 견주면, 잉글랜드의 우아하고 세련된 귀족 문화는 '길들여진' 것이라는 뜻이다.
4연에서는 이렇게 3연에서 표출된 '스코틀랜드적인' 것에 대한 사랑이 '스코틀랜드'에 대한 사랑으로 확장되고 있다. 4연에 나오는 컬로든(Culloden)은 1745년 마지막으로 찰스 에드워드 스튜어트를 앞세워 재커바이트의 반란을 일으킨 재커바이트(제임스 2세 지지자)들이 이듬해 잉글랜드 군에 참패한 곳이다. 한국으로 따지자면 자유시 참변과도 같았던 컬로든 전투가 있었던 컬로든을 언급함으로써, 바이런은 스코틀랜드에 대한 사랑과 애착을 드러내고 있다.